# Kult wizerunku Matki Boskiej Budsławskiej
Kult wizerunku Matki Boskiej Budsławskiej – pielgrzymki i odpust ku czci Matki Bożej w Kościele Wniebowzięcia Najświętszej Marii Panny w Budsławiu. Obraz został ukoronowany w 1998 papieskimi koronami. W 2018 roku kult wizerunku został wpisany na listę niematerialnego dziedzictwa UNESCO.

## Historia
Według kronik kościelnych obraz ten podarował w 1598 roku papież Klemens VIII wojewodzie mińskiemu Janowi Pacowi z okazji jego nawrócenia z kalwinizmu na katolicyzm. Po śmierci Paca obraz przeszedł w ręce jego kapelana, późniejszego wikariusza w Dołhinowie, Isaka Solakaja, który w 1613 roku podarował go klasztorowi bernardynów w Budsławiu. Obraz umieszczono w drewnianym kościele, a gdy wierni zgłaszali liczne cuda i uzdrowienia, w 1635 roku przeniesiono do ołtarza głównego zamiast obrazu Nawiedzenia św. Elżbiety. Drewniany kościół został rozebrany, a w XVIII wieku zbudowano nowy kościół. Historię obrazu opisał w książce wydanej w 1650 roku Zwierzyniec na ziemi niebieski przeor Eleuteriusz Zielejewicz.
W czasie wojny polsko-rosyjskiej 1654–1667 obraz wywieziono do Sokółki na Podlasiu, skąd wrócił w 1665 roku. Duże zasługi w szerzeniu kultu mieli bernardyni, którzy do 1858 roku mieszkali w klasztorze. Po kasacie zakonu opiekę nad kościołem przejęli księża diecezjalni. Ponieważ do sanktuarium wciąż przybywali wierni, nie odważono się przekazać go prawosławnym. Gdy po 1918 roku Budsław znalazł się na terenie II Rzeczypospolitej sanktuarium odrestaurowano. Kościół nie został zniszczony podczas II wojny światowej, ale zamknięto go w 1946 roku i wierni modlili się pod murami.
W 1995 roku do sanktuarium wrócili bernardyni. 2 lipca 1998 roku obraz został koronowany koronami papieskimi przez metropolitę mińsko-mohylewskiego kard. Kazimierza Świątka.

## Obraz
Obraz olejny w stylu włoskiego renesansu, namalowany we Włoszech. Płótno o wymiarach 72x65 cm, naciągnięte na deskę. Umieszczono je w ozdobnej ażurowej ramie ufundowanej przez Floriana Koleckiego, przeora wileńskich bernardynów i jego rodziców. Autorami ramy są bracia zakonni: Hieronim Płoński i Benedykt Rosman.

## Odpust
Tradycja pielgrzymowania do sanktuarium w Budsławiu trwa od XVII wieku. Odpust ku czci Matki Bożej odbywa się na początku lipca. Do sanktuarium przybywają wierni, aby się modlić. Jest to również okazja do spotkań, zakupu dewocjonaliów, rękodzieła, miodu i ziół na kramach podczas odbywającego się z tej okazji jarmarku.
Od 1992 roku do Budsławia przybywają nie tylko z Białorusi, ale również wierni z Rosji, Polski, Litwy i z zagranicy. Pielgrzymi podczas postojów w drodze do sanktuarium są częstowani obiadami i zapraszani na nocleg. Ostatnie metry pokonują na kolanach. 2 lipca podczas wieczornego nabożeństwa jest organizowana procesja do centrum Budsławia, podczas której tysiące wiernych ze świecami podąża za obrazem.
Obchody 200-lecia pobytu obrazu w budsławskim sanktuarium zgromadziły w 2013 roku tysiące pielgrzymów. Zaproszono na nie także prawosławnych, protestantów, muzułmanów, Żydów, urzędników państwowych i dyplomatów.

## Wpis na listę UNESCO
W 2014 roku odpust w Budsławiu został wpisany na Państwową listę historycznych i kulturowych zabytków Białorusi (Gosudarstwiennyj spisok istoriko-kulturnych cennostiej Biełarusi).
W listopadzie 2018 pielgrzymki i organizowany co roku odpust w Sanktuarium Matki Boskiej Budsławskiej na Białorusi zostały wpisane na listę niematerialnego dziedzictwa kulturowego UNESCO.